# Baspa

Il fiume Baspa sorge vicino al confine indo-tibetano e forma le valli del Baspa, uno dei paesaggi più panoramici dell'Himalaya. Il passo di Chung Sakhago si trova alla testa della valle. Il fiume è alimentato dai ghiacciai perenni e condivide il bacino con il Gange.  

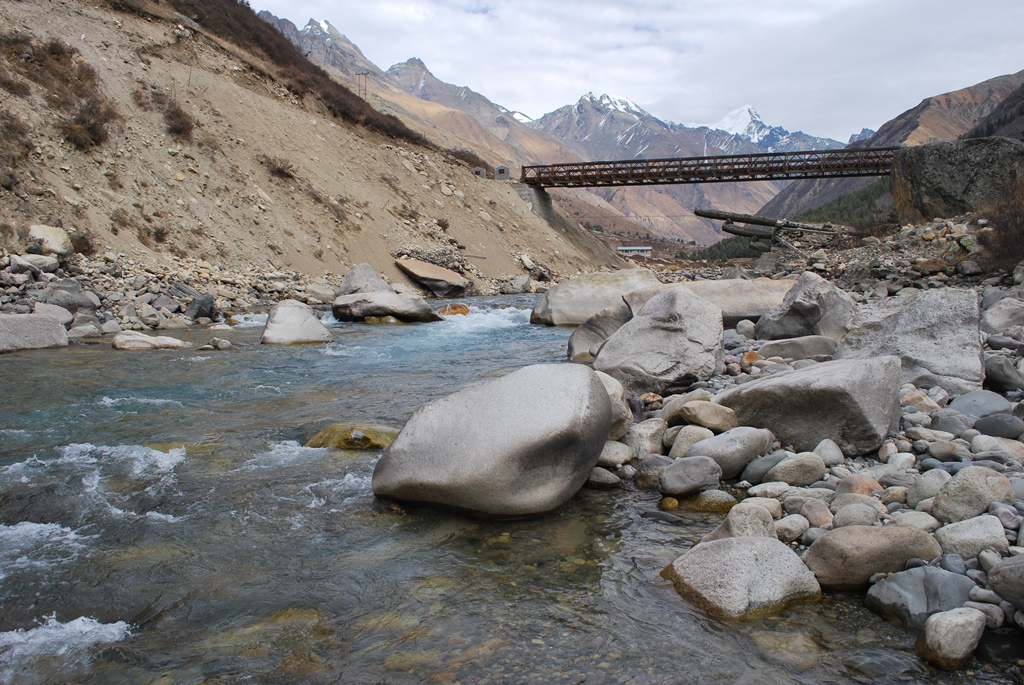
Un ponte sul fiume Baspa vicino a Chitkul

Il fiume Baspa inizia dalle valli del Baspa, confluendo nel fiume Sutlej dalla parte sinistra presso Karcham. Le pendici superiori e medie della valle lungo il fiume sono ricoperte da foreste di pini e querce. Pascoli, prati e campi coprono i pendii più bassi. Alcuni dei villaggi più pittoreschi dell'Himalaya possono essere trovati qui. Solo la metà inferiore della lunghezza di 95 chilometri della valle è abitata - partendo da Chitkul (3.475 m) fino al punto in cui il fiume Baspa incontra il fiume Sutlej a Karcham (1830 m).
Anche se il fiume non è molto agitato generalmente, è difficile da attraversare in quanto alcuni stretti hanno punti molto ripidi.